# Zisk antény

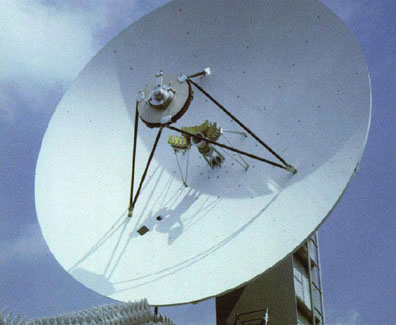
Parabolická vysokozisková anténa sondy Cassini s průměrem 4 m a ziskem 47 dBi během testů. Pro srovnání: 34 m anténa sítě Deep Space Network pro komunikaci se sondami ze Země má zisk 79 dBi.

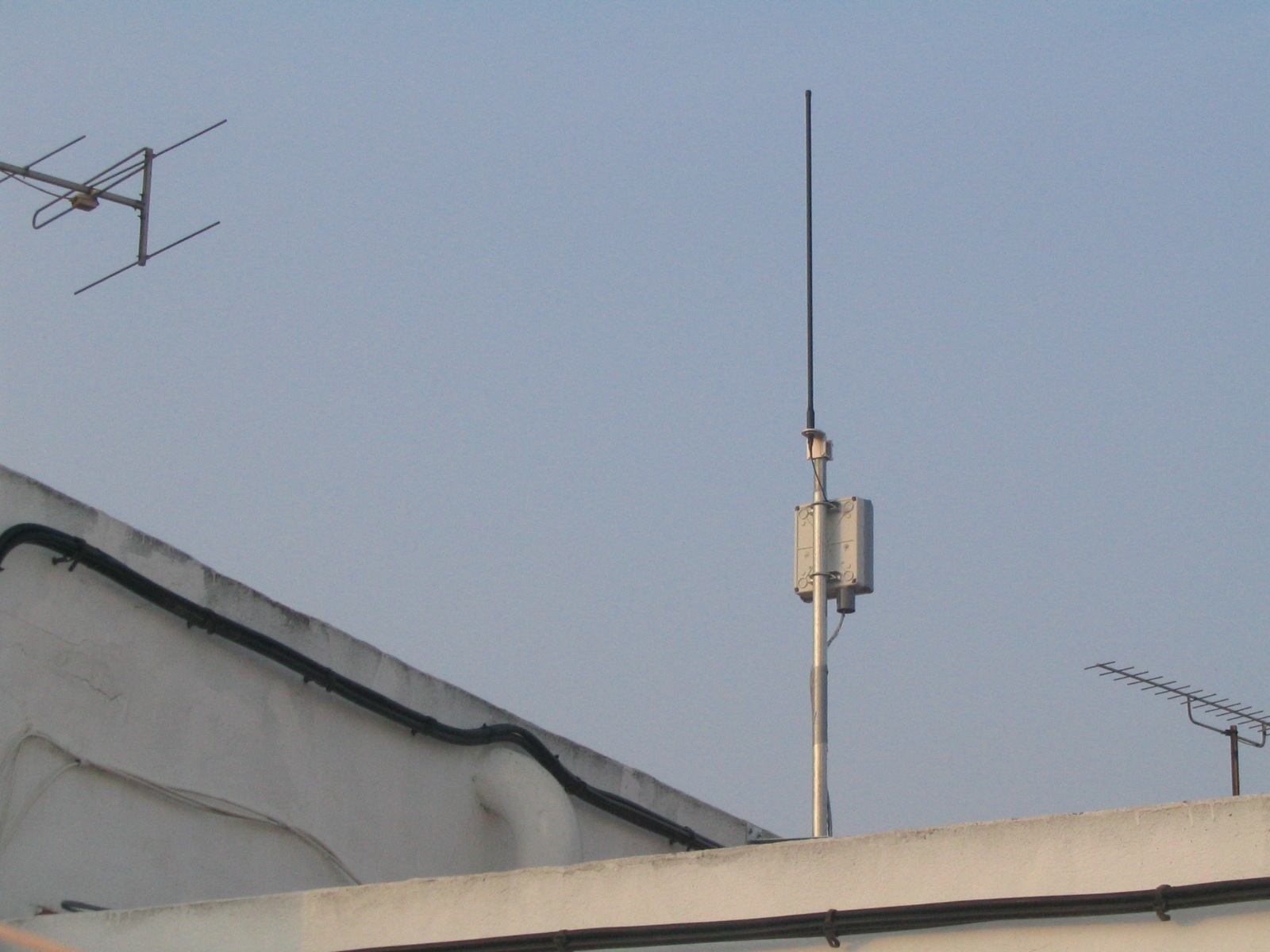
Všesměrová (v horizontální rovině) venkovní tyčová anténa WiFi přístupového bodu se ziskem 12 dBi.

Zisk antény je v elektrotechnice kombinovaným vyjádřením směrovosti a účinnosti přeměny energie dané antény v porovnání s vhodnou referenční anténou. Je definován jako poměr intenzity vyzařování (vyzařovaný výkon na jednotkový prostorový úhel) dané antény v určitém směru k intenzitě vyzařování referenční antény (ve stejném směru). Zisk bez udání směru platí pro směr s maximálním vyzařováním. Vyjadřuje se obvykle na logaritmické stupnici - v decibelech.
Jako referenční anténa se obvykle volí jedna z následujících antén:
- Izotropní anténa - ideální všesměrová anténa (vyzařující bez ztrát a všemi směry stejně). Zisk antény se v případě této reference udává v dBi, přičemž zisk izotropní antény je 0 dBi.
- Ideální půlvlnný dipól. Zisk antény se v případě této reference udává v dBd (anglicky decibels over dipole), přičemž platí přibližně 0 dBd = 2,15 dBi.

Zisk antény úzce souvisí s její směrovostí. Protože anténa je pasivní prvek, je její zisk dosažitelný (na rozdíl např. od zisku zesilovače) výhradně na úkor zvýšení její směrovosti. Anténa s vysokým ziskem nebo vysokozisková anténa (anglicky high gain antenna - HGA) je tedy nezbytně směrovejší (vyzařuje v užším svazku) než anténa s nízkým ziskem nebo nízkozisková anténa (anglicky low gain antenna - LGA) se stejnými ztrátami.

## Příklady
- Anténa se ziskem 30 dBi vyzařuje (ve směru svého maximálního vyzařování) 1000 × intenzivněji než izotropní anténa a přibližně 610 × intenzivněji než ideální dipól:
{\displaystyle 10\log {\frac {1000}{1}}=30\ \mathrm {dBi} \ \ (\approx 10\log {\frac {610}{1}}+2,15\ \mathrm {dBi} )}
- Parabolická anténa na kosmické sondě je typický příklad antény s vysokým ziskem. Aby mohla komunikace se sondou probíhat, musí být anténa nasměrována na Zemi s vysokou přesností. Naopak, typická WiFi anténa zabudovaná v přenosném počítači je prakticky všesměrová a tedy nízkozisková.